# Netherton (Merseyside)
Pour les articles homonymes, voir Netherton.
Netherton est une localité du district métropolitain de Sefton, à Merseyside (Angleterre). Elle est associée historiquement au Lancashire. Située dans la partie sud de Sefton, au nord-est du centre de Bootle, Netherton est également située au nord de Litherland (en) et à l'ouest de Aintree. Elle est également voisine du village de Sefton.

## Histoire
Netherton est une ancienne township associée à la paroisse de Sefton. Elle devient une paroisse civile indépendante en 1866, puis une partie du district rural de Sefton (en) avec le Local Government Act 1894 (en) et, enfin, un district rural du Lancashire occidental (en) en 1932. C'est à partir du 1er avril 1974 que la localité est rattachée au district métropolitain de Sefton.